# Sintiéndonos la piel
Sintiéndonos la piel es el nombre del segundo álbum de estudio del artista catalán Sergio Dalma. Fue lanzado al mercado por Horus el 6 de agosto de 1991, donde se desprenden los sencillos: "Bailar pegados", "Como me gusta" y "Galilea". Sergio Dalma participó en el Festival de la Canción de Eurovisión 1991 por el tema "Bailar pegados".

## Listado de canciones
| Sintiéndonos La Piel |                     |                                        |          |  |
| N.º                  | Título              | Escritor(es)                           | Duración |  |
| 1.                   | «Bailar pegados»    | Julio Seijas · Luis Gómez-Escolar      | 4:36     |  |
| 2.                   | «Como cada mañana»  | Sergio Dalma · Xabier Ibáñez           | 3:26     |  |
| 3.                   | «Amor descafeinado» | Seijas · Escolar                       | 4:19     |  |
| 4.                   | «Qué manía»         | Seijas · Joseph Campanella · Escolar   | 3:39     |  |
| 5.                   | «Adiós Sofia»       | Seijas · Escolar                       | 5:32     |  |
| 6.                   | «Princesa»          | Seijas · Jayne Marie Painter · Escolar | 4:37     |  |
| 7.                   | «Galilea»           | Seijas · Escolar                       | 4:21     |  |
| 8.                   | «Como me gusta»     | Dalma · Ibáñez · Josep Capdevilla      | 4:23     |  |
| 9.                   | «La enamorada»      | Seijas · Escolar                       | 4:02     |  |
| 10.                  | «Novia formal»      | Seijas · Escolar                       | 3:53     |  |